# ヘルベルト・オットー・ギレ
ヘルベルト・オットー・ヴィルヘルム・ヘルマン・ギレ（Herbert Otto Wilhelm Hermann Gille、1897年3月8日－1966年12月26日）は、ドイツの軍人。国家社会主義ドイツ労働者党(ナチ党)の組織親衛隊(SS)の戦闘部隊武装親衛隊(Waffen-SS)の将軍。第5SS装甲師団「ヴィーキング」の師団長を務めた。最終階級は親衛隊大将（SS‐Obergruppenführer）および武装親衛隊大将（General der Waffen-SS）。

## 経歴
ドイツ帝国領邦ブラウンシュヴァイク公国(de:Herzogtum Braunschweig)のガンデルスハイム(de:Gandersheim)に工場経営者ハインリヒ・ギレ(Heinrich Gille)の息子として生まれた。ブラウンシュヴァイクのギムナジウムに通っていた1909年にベンスベルク(de:Bensberg)にあるプロイセン王国軍の士官学校(de:Kadettenschule)へ入学した。さらに1914年にはベルリンの大リヒターフェルデ（de:Groß-Lichterfelde）にあったプロイセン王国高級幼年士官学校（de:Preußische Hauptkadettenanstalt）に移籍した。
第一次世界大戦が開戦した後の1914年8月にバーデン大公国軍の野戦砲兵連隊に士官候補生(Fähnrich)として配属され、1915年1月に少尉(Leutnant)に昇進した。一級鉄十字章と二級鉄十字章を受章した。
第一次世界大戦敗戦後の1919年3月に軍を除隊。以降は1929年まで各地の農場で土地管理人の仕事をするようになった。この間の1922年から1926年にかけては鉄兜団に参加した。1929年から1933年にかけてはブラウンシュヴァイクで自動車企業のビジネスマンをしていた。1931年5月1日に国家社会主義ドイツ労働者党（ナチ党）に入党し、12月に親衛隊（SS）に入隊した（ナチス党員番号537,337、親衛隊隊員番号39.854）。1933年4月20日には親衛隊少尉となり、1934年5月29日に武装親衛隊の前身親衛隊特務部隊に転属となる。はじめ親衛隊特務部隊第1連隊「ドイチュラント」(SS-Standarte 1 "Deutschland") に配属されていたが、1936年10月、親衛隊大尉の時に第2連隊「ゲルマニア」に配属された。1935年1月3日にはゾフィー・シャルロッタ・メンネッケ(Sophie・Charlotte Mennecke)と結婚し、娘を一人もうけた。
第二次世界大戦の前夜には親衛隊少佐となっており、第二次世界大戦開戦後のポーランド戦争や西部戦線には「ゲルマニア」隷下の第一砲兵大隊の隊長として出征した。1940年、フェリックス・シュタイナーの目にとまり、第5SS装甲師団「ヴィーキング」の砲兵連隊の司令官に任じられた。東部戦線で勇戦し、1942年10月に騎士鉄十字章受章、11月には親衛隊少将となった。1943年5月から1944年8月にかけて「ヴィーキング」の師団長となる。撤退戦が続く中でもソ連軍に大きな打撃を与えた「ヴィーキング」は東部戦線において勇猛果敢な師団としてソ連兵たちに恐れられていた。1944年1月から2月にコルスン付近で「ヴィーキング」を含む5・6個の師団がソ連軍に包囲された際には、「ヴィーキング」が決死の脱出作戦を行い、道を切り開いた。1944年4月に騎士鉄十字章のダイヤモンド章を受章。同章は27名の軍人にしか授与されていない勲章である。1944年8月から第3SS装甲師団「トーテンコプフ」も傘下に収めた第4SS戦車軍団司令官となり、ワルシャワ攻防戦やハンガリー・ブダペスト救出作戦を指揮。しかし作戦は失敗し、軍団はぼろぼろとなった。この後春の目覚め作戦にも参加したが、もうほとんど戦力を残していなかったので大きな活躍はなかった。この後、ギレは捕虜に非人道的な取扱いをするソ連赤軍から逃れて、アメリカ軍の捕虜にしてもらうことを考え、軍団をオーストリア国境を越えさせる。5月にギレと軍団はオーストリアでアメリカ軍の捕虜になることに成功している。
ギレは三年間にわたってアメリカ軍に拘留されていたが、1948年5月に釈放された。その後は西ドイツの新聞社で働きながら本屋を営業して生計を立てるようになった。また退役軍人向けの雑誌「Wiking Ruf」の編集にも携わった。1966年に心筋梗塞によりニーダーザクセン州のシュテムで死去した。

## キャリア

### 軍と親衛隊の階級
- 陸軍少尉（Leutnant）: 1915年1月27日
- 陸軍中尉（Oberleutnant）: 1919年3月31日
- 親衛隊志願兵（SS-Anwärter）: 1931年12月
- 親衛隊軍曹（SS-Scharführer）: 1932年
- 親衛隊少尉（SS-Untersturmführer）: 1933年4月20日
- 親衛隊中尉（SS-Obersturmführer）: 1935年4月20日
- 親衛隊大尉（SS-Hauptsturmführer）: 1935年11月9日
- 親衛隊少佐（SS-Sturmbannführer）: 1937年4月20日
- 親衛隊中佐（SS-Obersturmbannführer）: 1939年10月9日
- 親衛隊大佐（SS-Standartenführer）: 1941年1月30日
- 親衛隊上級大佐（SS-Oberführer）: 1941年10月1日
- 親衛隊少将（SS-Brigadeführer und Generalmajor der Waffen-SS）: 1942年11月9日
- 親衛隊中将（SS-Gruppenführer und Generaleutnant der Waffen-SS）: 1943年11月9日
- 親衛隊大将（SS-Obergruppenführer und General der Waffen-SS）: 1944年11月9日

### 受章した勲章
- 鉄十字章（1914年版）（Eisernes Kreuz (1914)）
  -  二級 (II. Klasse)
  -  一級 (I. Klasse)
- 鉄十字章略章（Spange zum Eisernen）
  -  二級
  -  一級
- 騎士鉄十字章（Ritterkreuz des Eisernen Kreuzes）、1942年10月8日、第5SS砲兵連隊 "ヴィーキング"司令官として[1]
  -  柏葉章（Eichenlaub）、1943年11月1日、SS装甲擲弾兵師団 "ヴィーキング"司令官として[1]
  -  剣章（Schwerter）、1944年2月20日、SS装甲擲弾兵師団 "ヴィーキング"司令官として[1]
  -  ダイヤモンド章（Brillanten）、1944年4月19日、第5SS装甲師団 "ヴィーキング"司令官として[1]
- 一般突撃章（allgemeine Sturmabzeichen）、1941年
- 1938年3月13日記念メダル（Medaille zur Erinnerung an den 13. März 1938）
- 1938年10月1日記念メダル（Medaille zur Erinnerung an den 1. Oktober 1938）
- 1941年/1942年東部戦線冬季戦記章（Medaille Winterschlacht im Osten 1941/42）、1941年
- 名誉十字章（Ehrenkreuz des Weltkrieges）、1934年
- ドイツ十字章（Deutsches Kreuz in Gold）
  - 金章、1942年2月28日、第5SS砲兵連隊の親衛隊上級大佐として[2]
- 親衛隊全国指導者名誉長剣（Ehrendegen des Reichsführers SS）
- 親衛隊髑髏リング（SS-Honour Ring）
- 国防軍軍報（英語版）における言及（1944年4月6日、9月2日）

### 各国勲章
- 戦功十字章（英語版）（ ブラウンシュヴァイク公国）[3]
- 軍功十字章（英語版）（ オーストリア＝ハンガリー帝国）
  - 戦争章付三等[3]
- 自由十字勲章（英語版）（ フィンランド）
  - 剣付一等[3]

## 文献
- Michael D. Miller 著『Leaders of the SS & German Police, Volume I』（R. James Bender Publishing）ISBN 978-9329700372（英語）
- Fellgiebel, Walther-Peer. Die Träger des Ritterkreuzes des Eisernen Kreuzes 1939-1945.  Friedburg, Germany: Podzun-Pallas, 2000. ISBN 3-7909-0284-5.
- Yerger, Mark C (1997). Waffen-SS Commanders: The Army, Corps and Divisional Leaders of a Legend: Augsberger to Kreutz. Atglen, PA: Schiffer Publishing. ISBN 978-0764303562

1. 1 2 3 4  Scherzer 2007, p. 335.
2. ↑  Patzwall & Scherzer 2001, p. 137.
3. 1 2 3  Berger 1999, p. 83.